# Hestina dissimilis
Hestina dissimilis är en fjärilsart som beskrevs av Hall 1935. Hestina dissimilis ingår i släktet Hestina och familjen praktfjärilar. Inga underarter finns listade i Catalogue of Life.